# Joel Asaph Allen
Joel Asaph Allen (Springfield, 19 luglio 1838 – Cornwall-on-Hudson, 29 agosto 1921) è stato uno zoologo e ornitologo statunitense.
Studiò e si laureò ad Harvard, dove ai tempi insegnava Louis Agassiz.

Si dedicò poi a numerose spedizioni, sia negli Stati Uniti che in Brasile. Nel 1873 fu uno dei naturalisti che partirono al seguito della spedizione della North Pacific Railroad partita da Bismarck alla volta di Yellowstone e poi verso lo Smithsonian.
Nel 1885, venne eletto curatore di uccelli e mammiferi all'American Museum of Natural History: in seguito diventerà il gestore del dipartimento di ornitologia del museo.
Nel 1886, fu uno dei primi membri della costituenda National Audubon Society: era inoltre membro dell'American association for the advancement of science e dell'American philosophical society. Fu membro fondatore (e dal 1883 al 1886 anche presidente) dell'American ornithologists' union. 
Da lui prende il nome l'omonima regola, che  mette in correlazione la forma del corpo di un organismo ed il clima in cui quest'ultimo vive: egli la formulò nel 1877.

## Opere
Oltre a tutta una serie di articoli e giornali a scopo divulgativo, Allen è stato anche autore dei seguenti libri:  
- Mammiferi ed uccelli svernanti in Florida orientale (1871);
- Il bisonte americano (1876);
- Monografia dei roditori nordamericani, a quattro mani con Elliott Coues (1877);
- Storia dei pinnipedi nordamericani (1880);
- Mammiferi della Patagonia (1905);
- L'influenza dell'ambiente nella genesi delle specie (1905);
- Ontogenesi ed altre variazioni nel bue muschiato (1913).

| Allen è l'abbreviazione standard utilizzata per le specie animali descritte da Joel Asaph Allen. Categoria:Taxa classificati da Joel Asaph Allen |